# Thasus rutilus
Thasus rutilus är en insektsart som beskrevs av Harry Brailovsky, Barrera in Brailovsky, Schaefer, Barrera och Packauskas 1995. Thasus rutilus ingår i släktet Thasus och familjen bredkantskinnbaggar. Inga underarter finns listade i Catalogue of Life.